# Konstantiniyye
Konstantiniyye je elektronički časopis u vlasništvu Islamske države koji je izvorno pisan na turskom jeziku. Osim elektroničkog izdanja postoji i tiskano izdanje kojeg objavljuje al-Hayat Media Center. Prvo izdanje bilo je u lipnju 2015. godine, a sadržavalo je 46 stranica.

## Karakteristike
Ime časopisa je nekadašnje ime za grad Istanbul. Glavna tematika magazina su poruke mržnje protiv Turske te tekstovi protiv predsjednika Erdoğana, Kurdistanske radničke stranke i Turske demokratske stranke. Zbog visoke kvalitete samog časopisa, vjeruje se kako ga pišu visokoobrazovani veterani koji su se borili za IDIL.